# 赤褐色
赤褐色（せっかっしょく、せきかっしょく）は、赤みを帯びたオレンジ色のような色のこと。
茶色とは少し違う色合い。
英語の Reddish-brown と同じ定義と位置づけられる場合もある。